# Swayambhunath
Swayambhunath (Devanagari: स्वयम्भूनाथ स्तुप;) che significa "sorto da sé" è un antico complesso religioso buddista situato in cima ad una collina nella valle di Kathmandu ad ovest dell'omonima città. È anche conosciuto come il Tempio delle scimmie per via delle numerose scimmie che popolano il sito. Per i buddisti newari Swayambhunath riveste un ruolo primario ed è probabilmente uno tra i più sacri luoghi di pellegrinaggio, secondo solo a Boudhanath.
Il complesso di Swayambhunath si compone di uno stupa e di numerosi templi, alcuni dei quali del periodo Licchavi, ai quali sono stati aggiunti, successivamente, un monastero tibetano ed una biblioteca. Il sito ha due punti d'accesso principali: una lunga scalinata formata da 365 gradini che conduce direttamente al tempio ed una strada percorribile in macchina che conduce ad una entrata secondaria.
Molta dell'iconografia di Swayambhunath proviene dalla tradizione Vajrayana del buddismo newari, ma il complesso è importante per ogni tradizione e riveste un ruolo importante anche per gli induisti.

## Mitologia
Secondo lo Swayambhu Purana, l'intera valle di Kathmandu era un tempo un enorme lago, al centro del quale cresceva un loto che emanava una splendida luce. Mañjuśrī, il bodhisattva della conoscenza, ebbe una visione del loto di Swayambhu e si recò per venerarlo. Vedendo che la valle avrebbe potuto essere un ottimo insediamento e volendo rendere il sito più accessibile ai pellegrini scavò una gola presso Chobar. Il lago lentamente si prosciugò lasciando la valle libera dalle acque. Sopra il loto fu quindi eretto lo stupa di Swayabhunath la cui reliquia è proprio la luce che il loto emana.
Swayambhunath è anche conosciuto come il Tempio delle scimmie per via delle numerose scimmie che vi vivono. Queste scimmie sono sacre poiché la leggenda narra che Manjushri un tempo stava scalando la collina dove sorge Swayambhunath. I suoi capelli crebbero rigogliosi mentre arrivava in cima e tra di essi crebbero anche i pidocchi i quali si trasformarono in scimmie.

## Storia

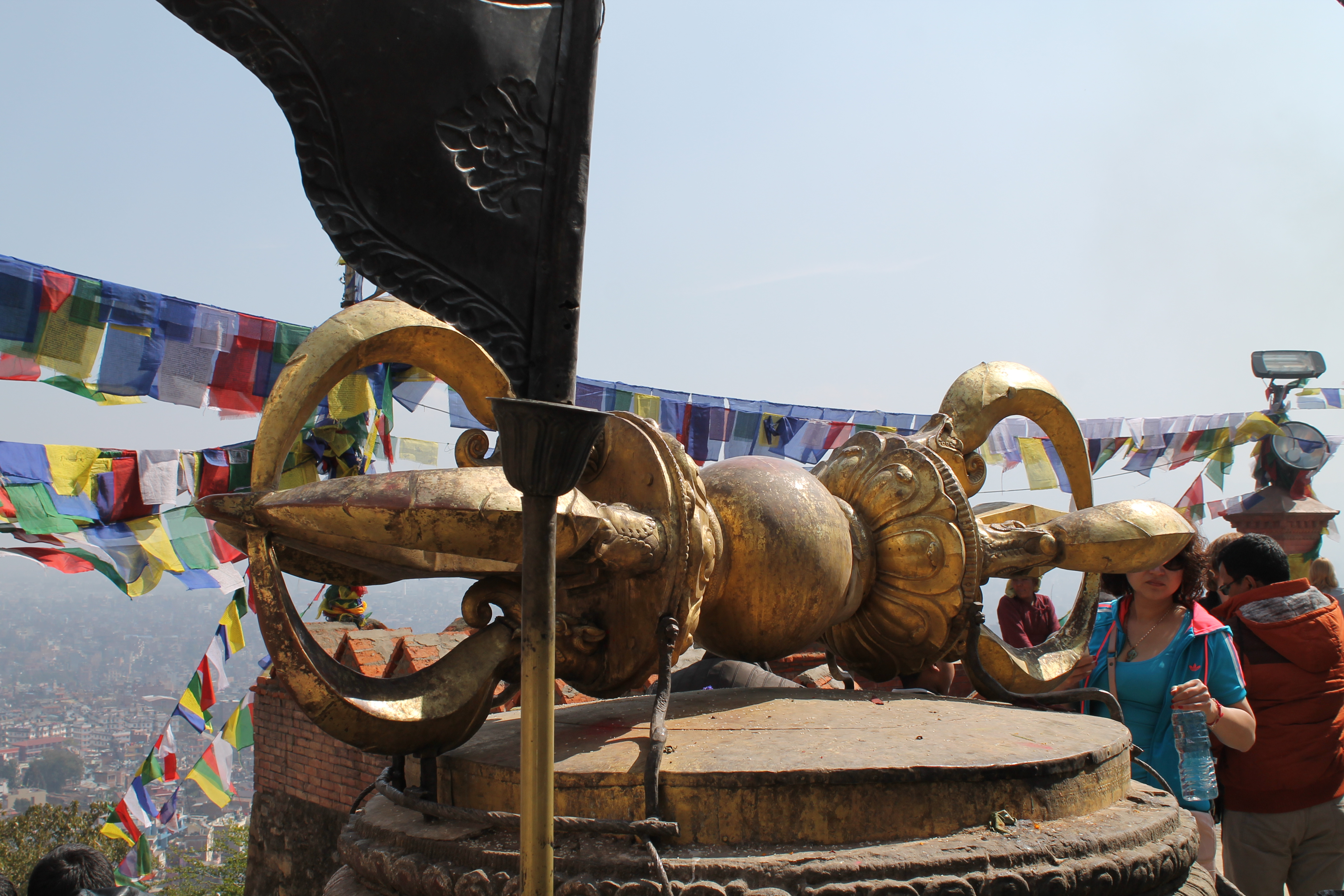
Il Vajra, lo scettro a forma di fulmine

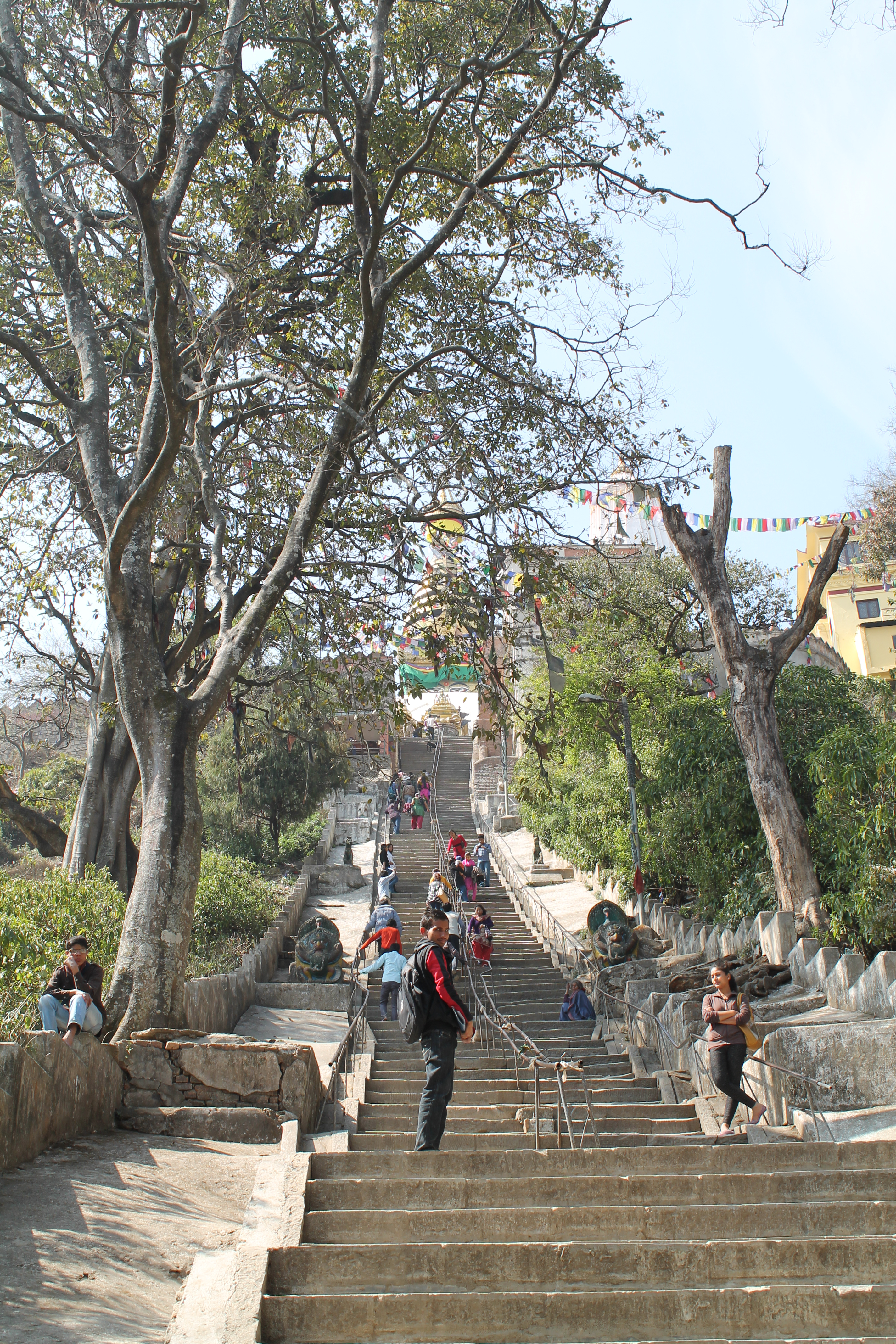
La scalinata per raggiungere il tempio

Swayambhunath è tra i luoghi di culto più antichi in tutto il Nepal. Secondo Gopālarājavaṃśāvalī, fu fondato dal bisnonno di re Mānadeva (464-505 d.C.), re Vṛsadeva, all'inizio del V secolo.
Ciò sembra essere confermato da un'iscrizione presente nel sito la quale indica che re Mānadeva ordinò dei lavori nel 640 d.C. Nel XIV secolo gli invasori moghul provenienti dal Bengala devastarono lo stupa alla ricerca di oro. L'edificio poi venne ristrutturato nei secoli successivi.
Swayambhunath è un sito buddista, ma viene venerato anche dagli induisti. Numerosi re indu hanno reso omaggio al tempio, incluso Pratap Malla, il potente re di Kathmandu, che ordinò la costruzione della lunga scalinata di accesso al tempio nel XVII secolo.
Lo stupa è stato completamente restaurato nel maggio 2010, il primo restauro dal 1921 ed in totale il quindicesimo dalla sua fondazione.
La cupola è stata dorata nuovamente utilizzando 20 kg di oro. Il restauro è stato finanziato dal Tibetan Nyingma Meditation Center della California ed iniziato nel giugno 2008.

### Terremoto dell'aprile 2015
Il 25 aprile 2015 una violenta scossa di terremoto di magnitudo 7,8 ha sconvolto il Nepal. Al contrario di molti edifici storici a Kathmandu, lo stupa di Swayambhunath ha subito solo danni lievi, mentre alcuni dei piccoli templi che popolano il sito sono andati distrutti.

## Architettura
Lo stupa consiste di una cupola sopra la quale è situata una struttura cubica su cui sono dipinti gli occhi di Buddha che guardano nelle quattro direzioni
cardinali. Sono presenti Toran pentagonali sopra ognuno dei quattro lati con alcune statue incise in esse. Dietro e sopra i Toran si trovano tredici gradini in cima ai quali è collocato il Gajur. Di fronte allo stupa, proprio al termine della lunga scalinata d'accesso principale si trova un enorme vajra, lo scettro a forma di fulmine il quale simboleggia il pensiero dell'illuminazione rapido come una folgore.

## Simbolismo

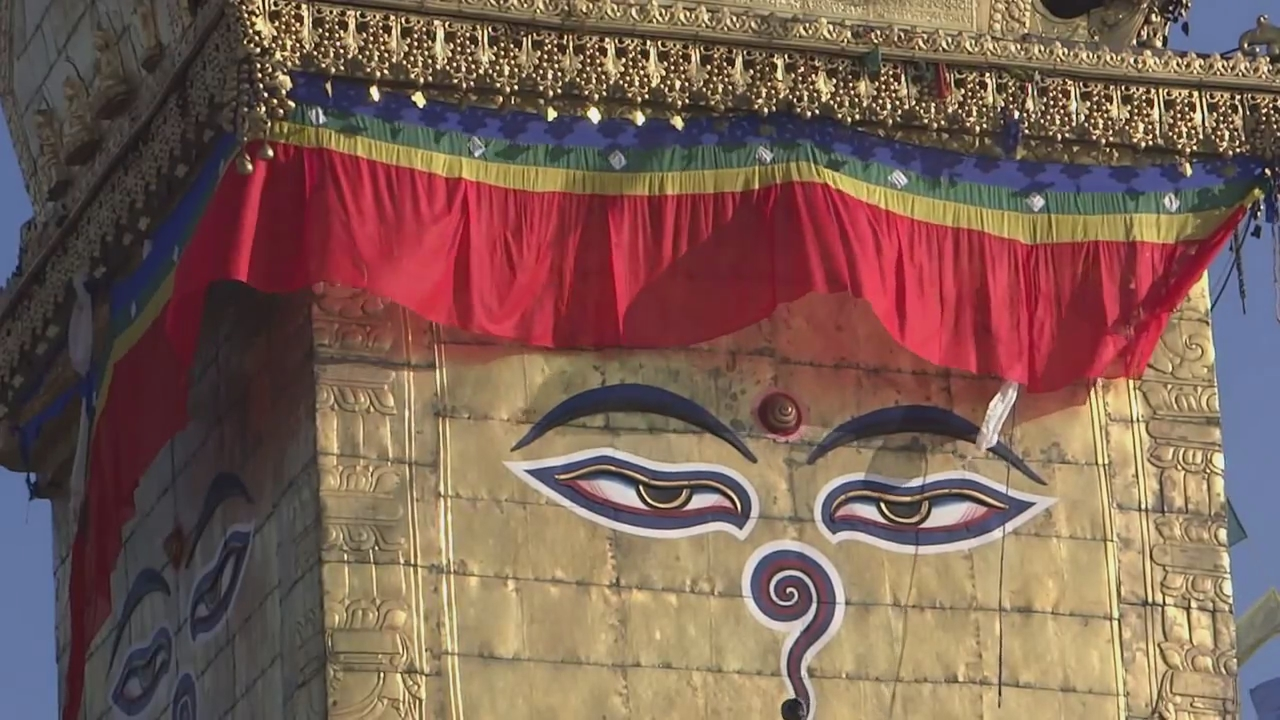
Gli occhi del Buddha

La cupola alla base rappresenta il globo terrestre. I tredici gradini rappresentano le tredici fasi che una persona deve affrontare per raggiungere l'illuminazione. Su ogni lato dello stupa sono presenti due grandi occhi che rappresentano la conoscenza e la compassione. Sopra questi ultimi è presente il terzo occhio. Il ghirigoro al poco sotto gli occhi è un simbolo nepalese (ek) che simboleggia l'unità. Al di sopra degli occhi del Buddha vi è una struttura simile ad un alveare con 13 livelli che rappresentano gli stadi di elevazione per raggiungere il nirvana.
Le ruote di preghiera alla base dello stupa posseggono al loro interno dei mantra e a sua volta sono incise le parole om mani padme hum (saluto il gioiello del loto) che i pellegrini fanno ruotare per spandere le preghiere.
Alla base dello stupa all'interno di edicole dorate vi sono le statue che rappresentano i Dhyani Buddha: Vairocana, Ratnasaṃbhāva, Amitabha, Amocha Siddhi e Akṣobhya e le shakti (le consorti). Sono delle divinità che rappresentano le cinque qualità della saggezza buddista.
Si narra che quando un Buddha predica, dei raggi cosmici vengono emanati dal terzo occhio ed agiscono come messaggio per le creature celesti affinché anche loro possano scendere sulla terra ed ascoltare la predica. Gli esseri inferiori all'uomo non possono raggiungere la terra ed ascoltare il Buddha ma i raggi cosmici alleviano le loro sofferenze. Numerosi intagli raffiguranti il Buddha sono presenti nei quattro lati dello stupa il quale è inoltre circondato da piccole statue votive.
Ogni mattina, prima dell'alba, centinaia di pellegrini buddisti ed indù salgono i 365 gradini e raggiungono lo stupa oltrepassando i due leoni scolpiti a guardia dell'entrata ed iniziano una serie di giri attorno allo stupa in senso orario.

## Galleria d'immagini

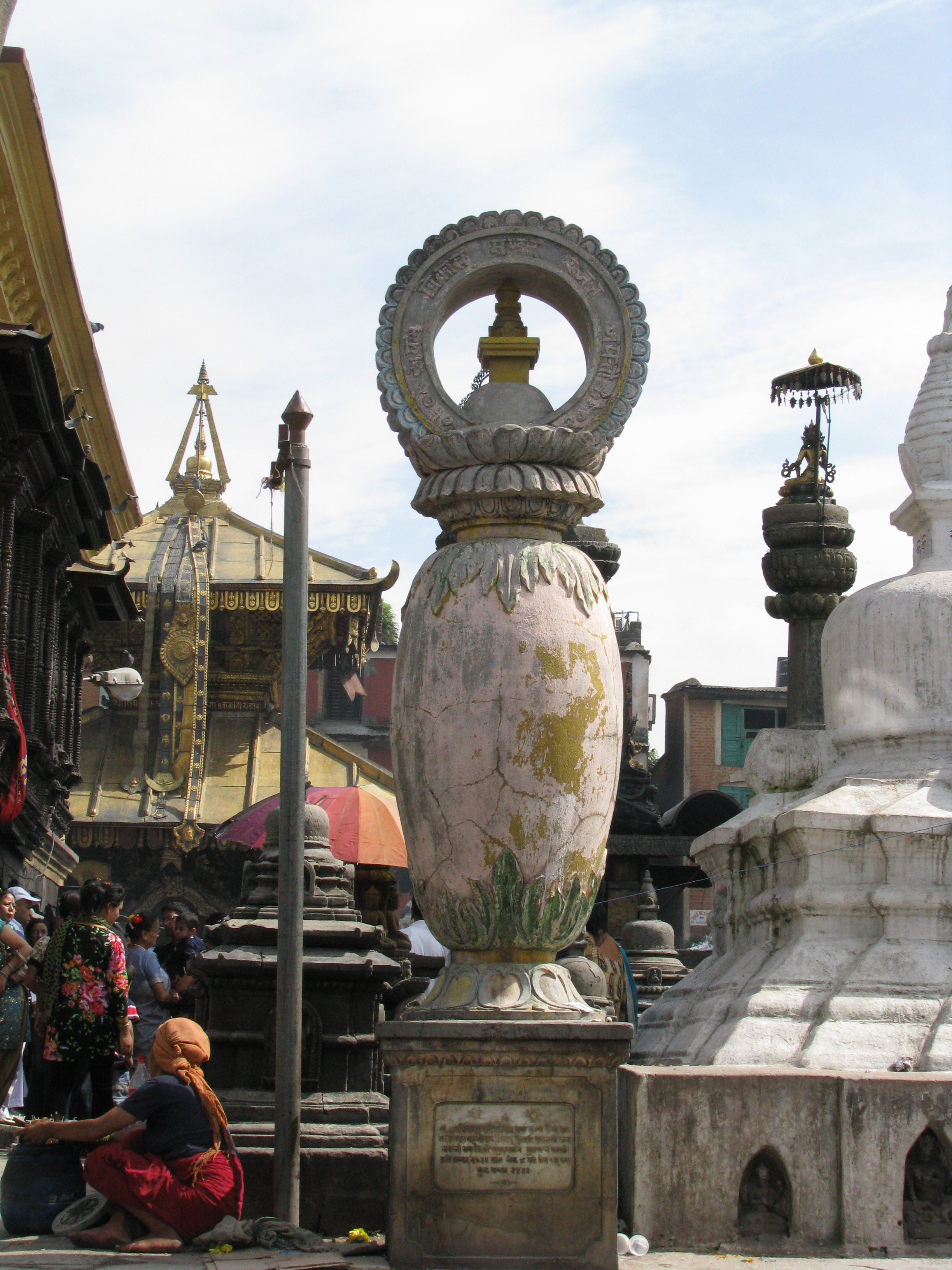
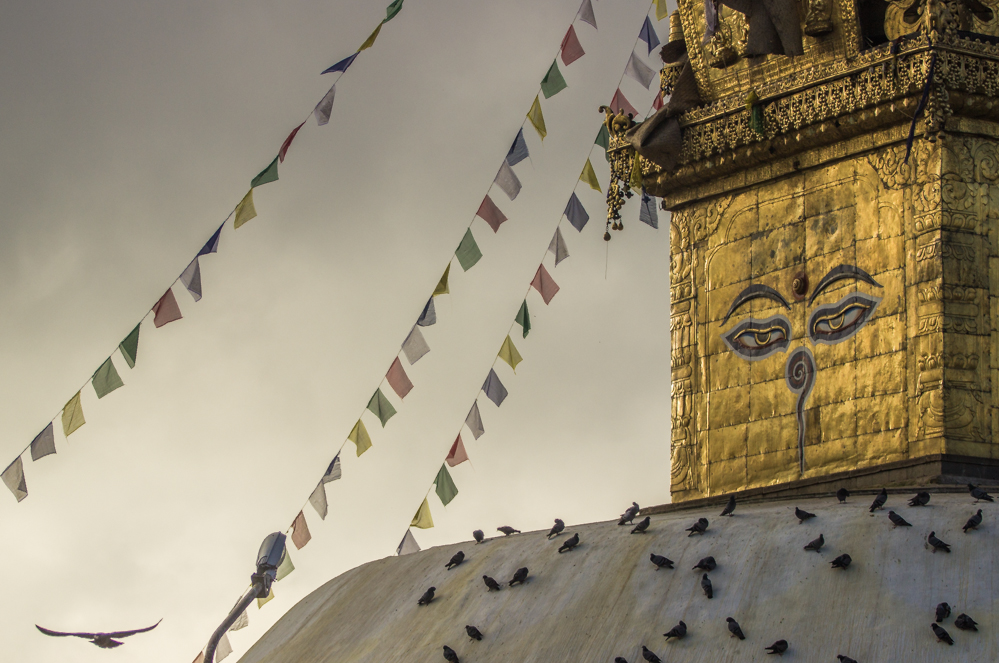
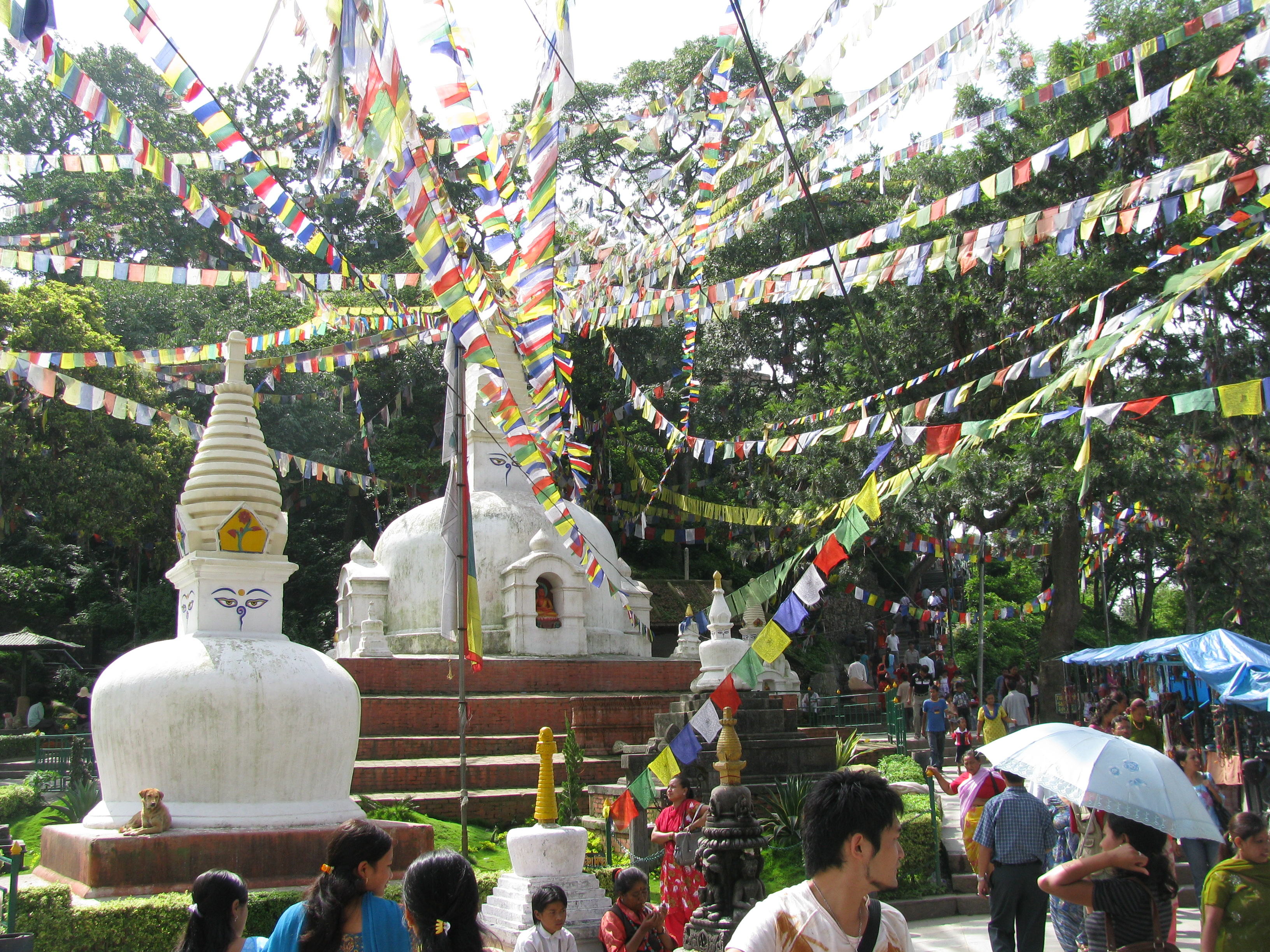
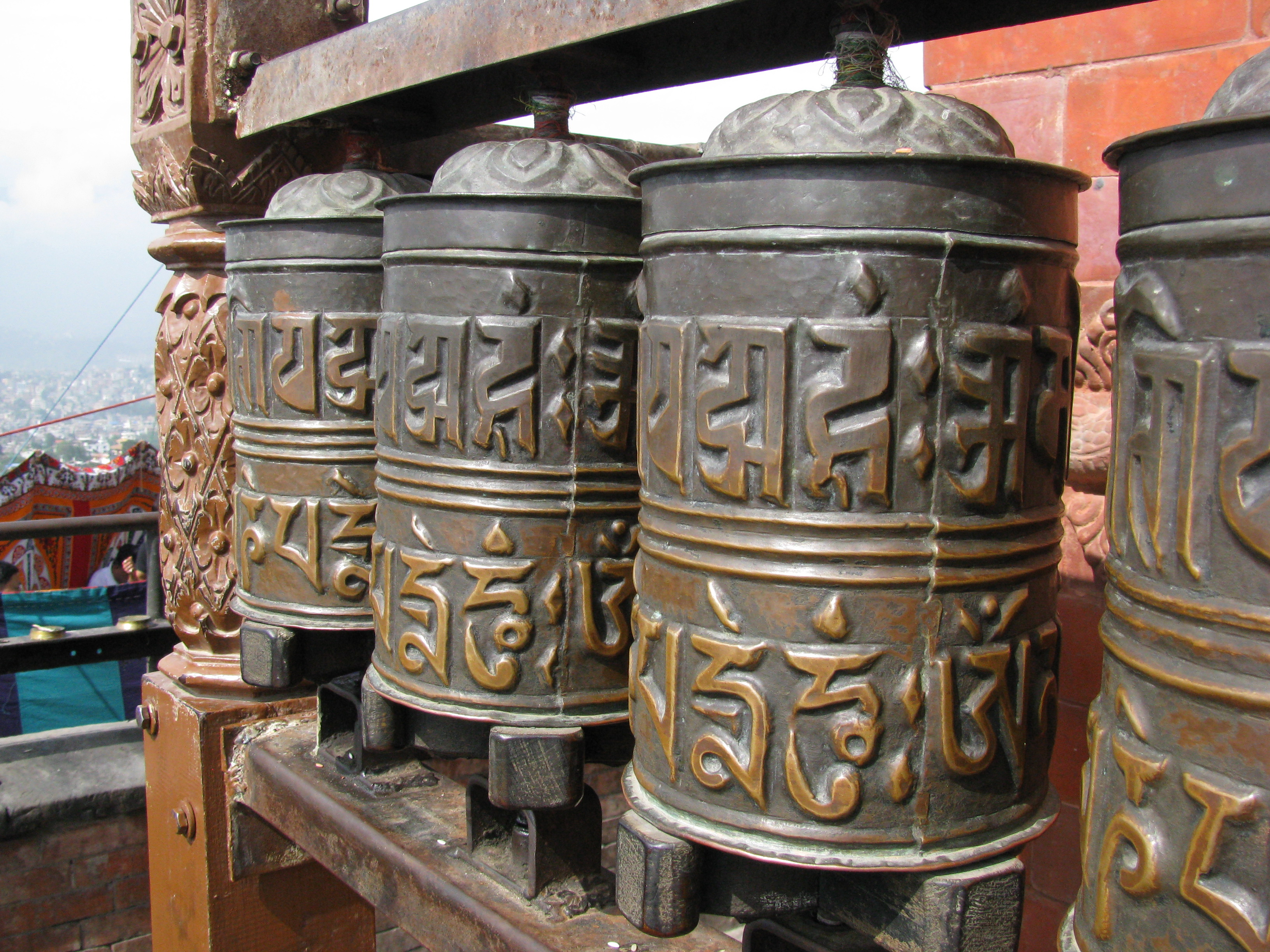
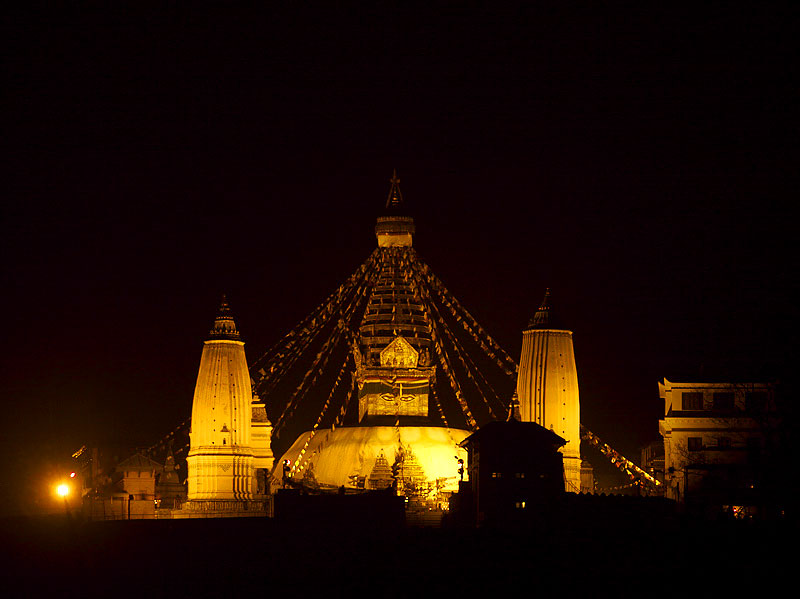
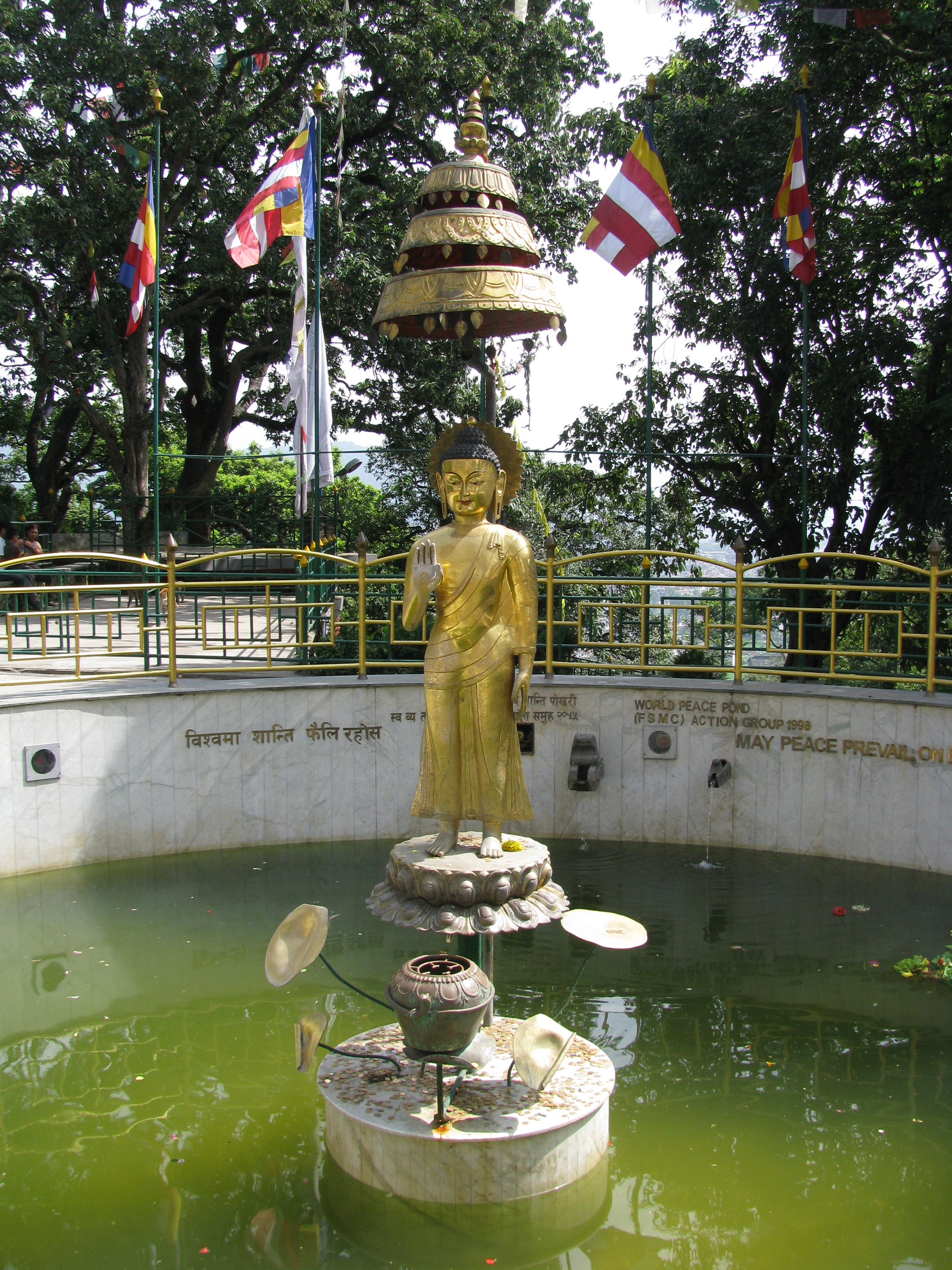
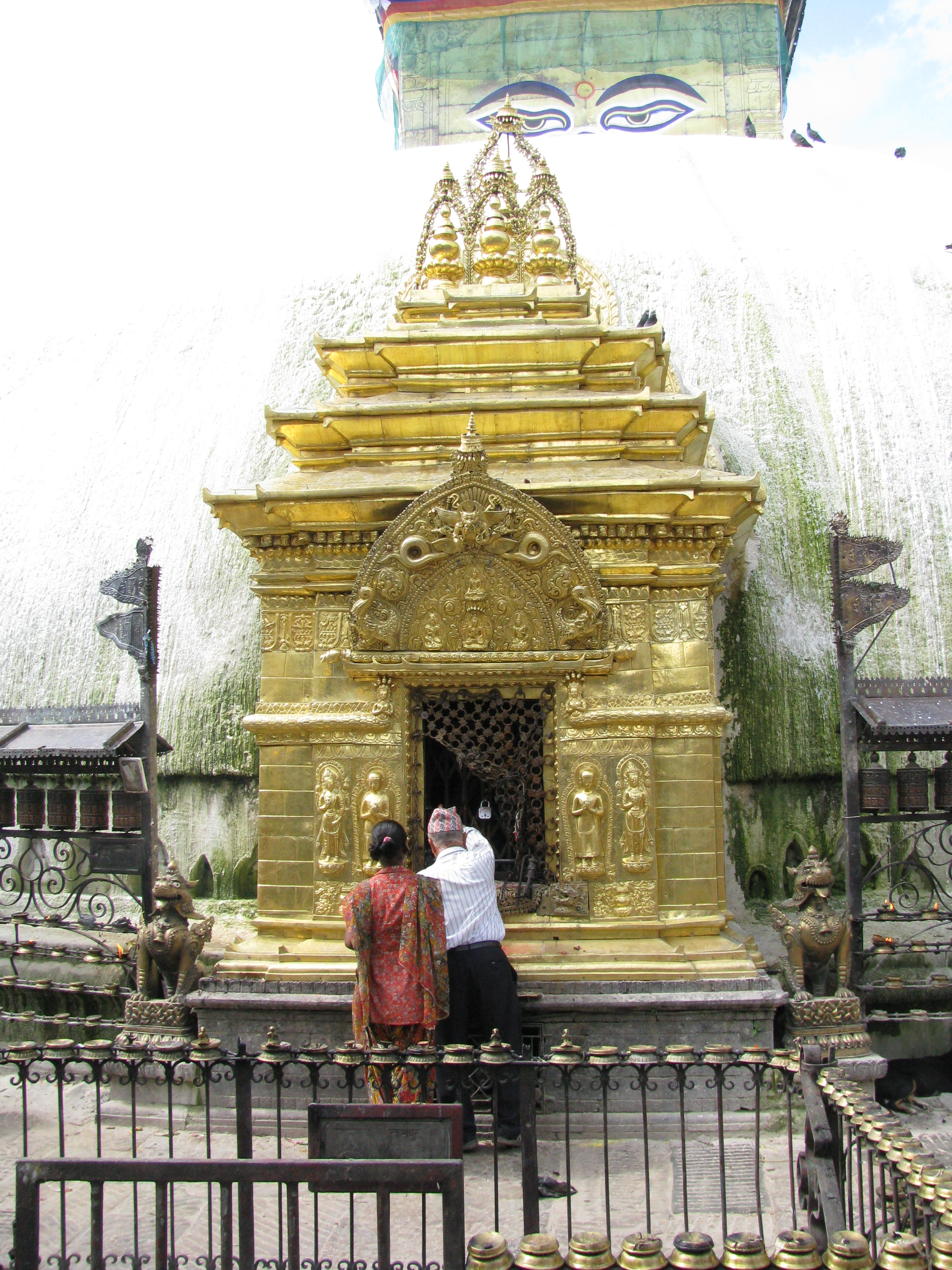
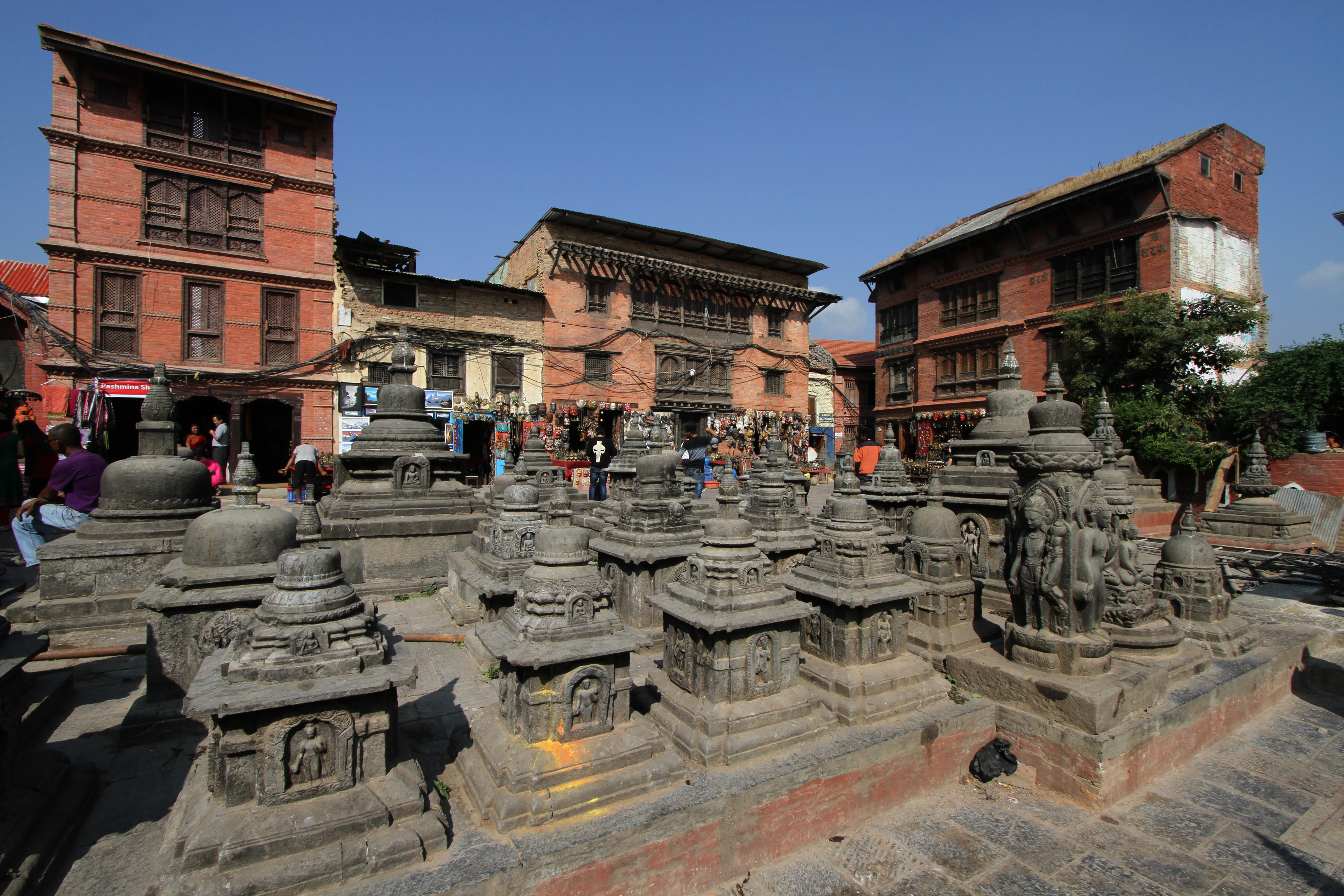
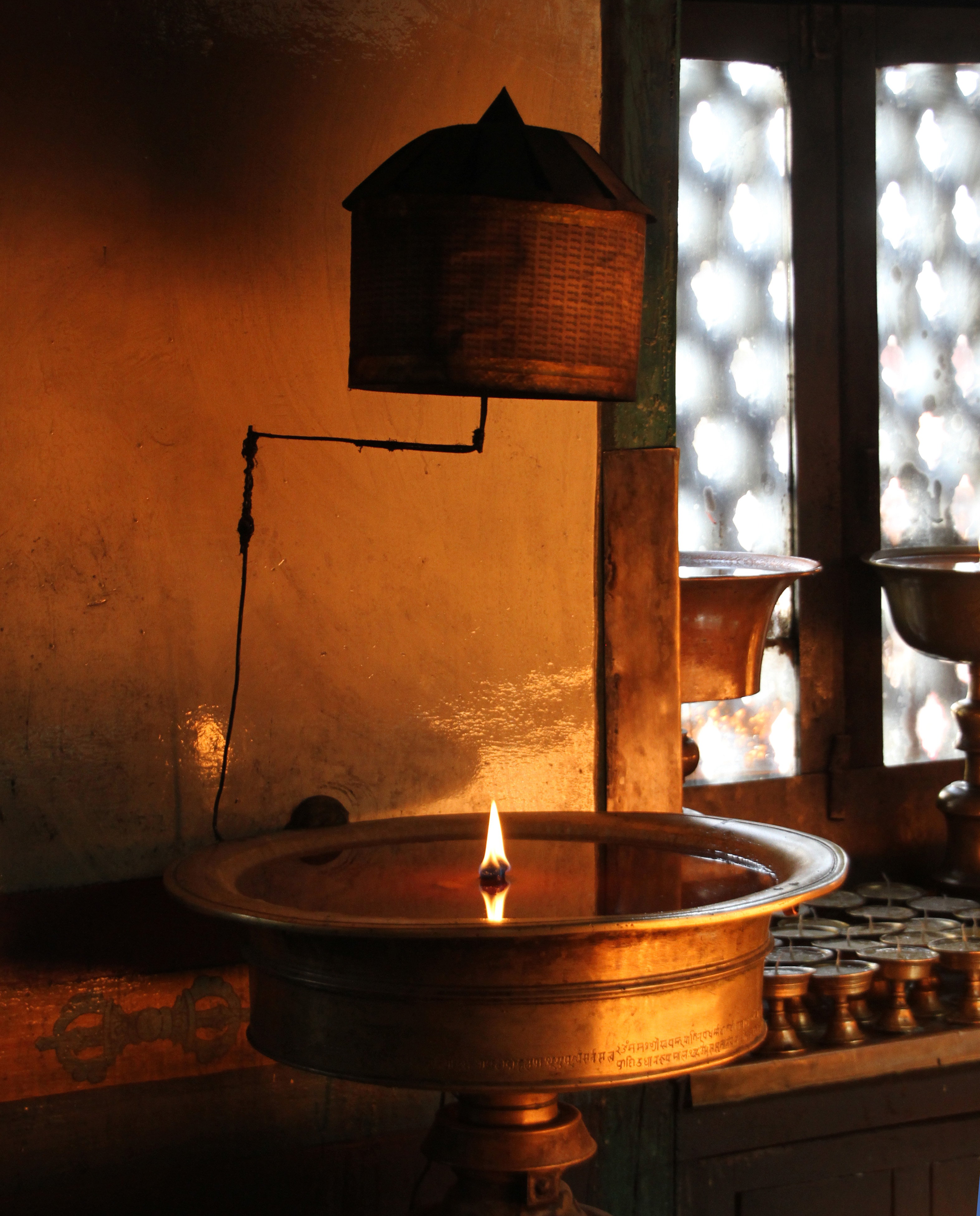
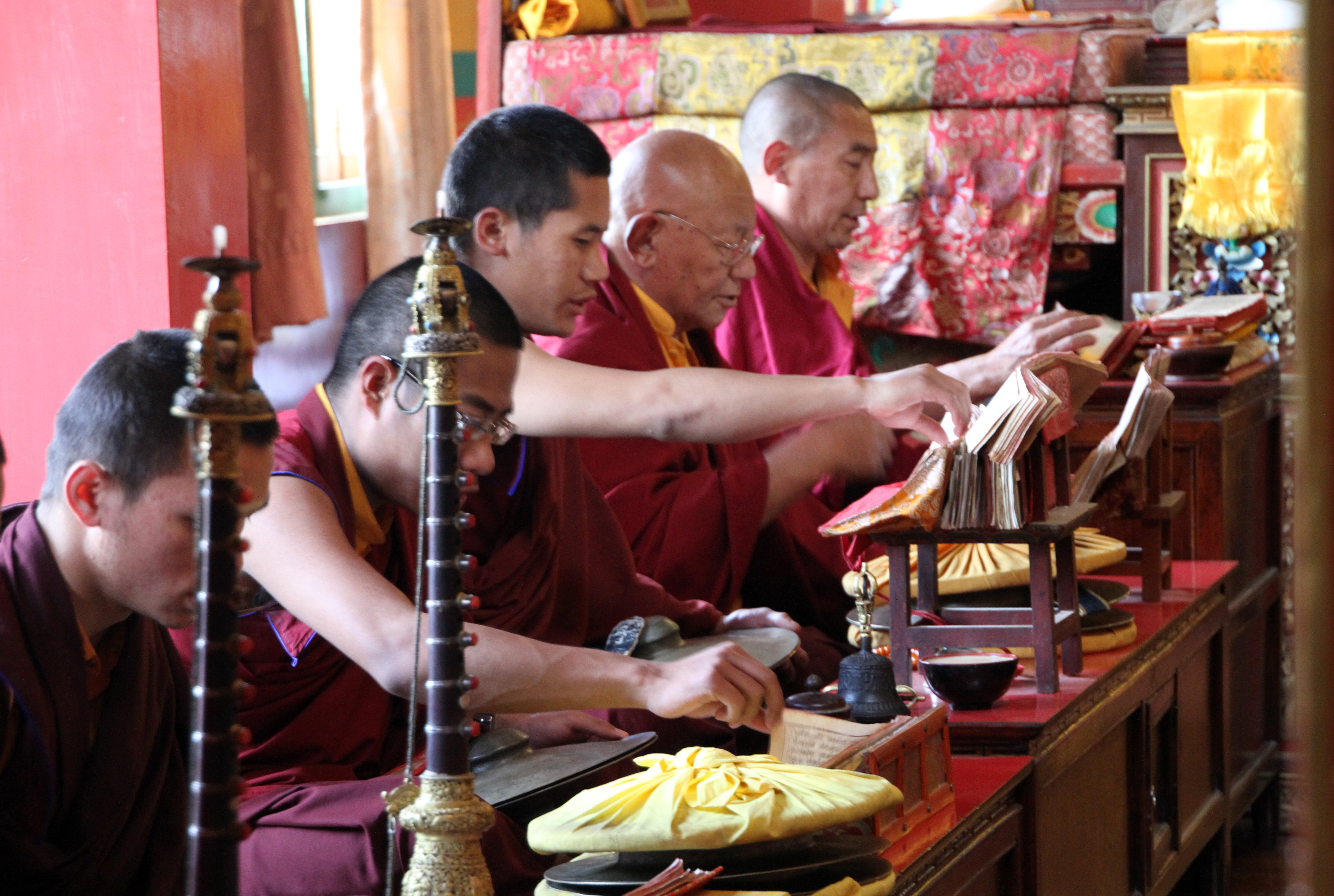
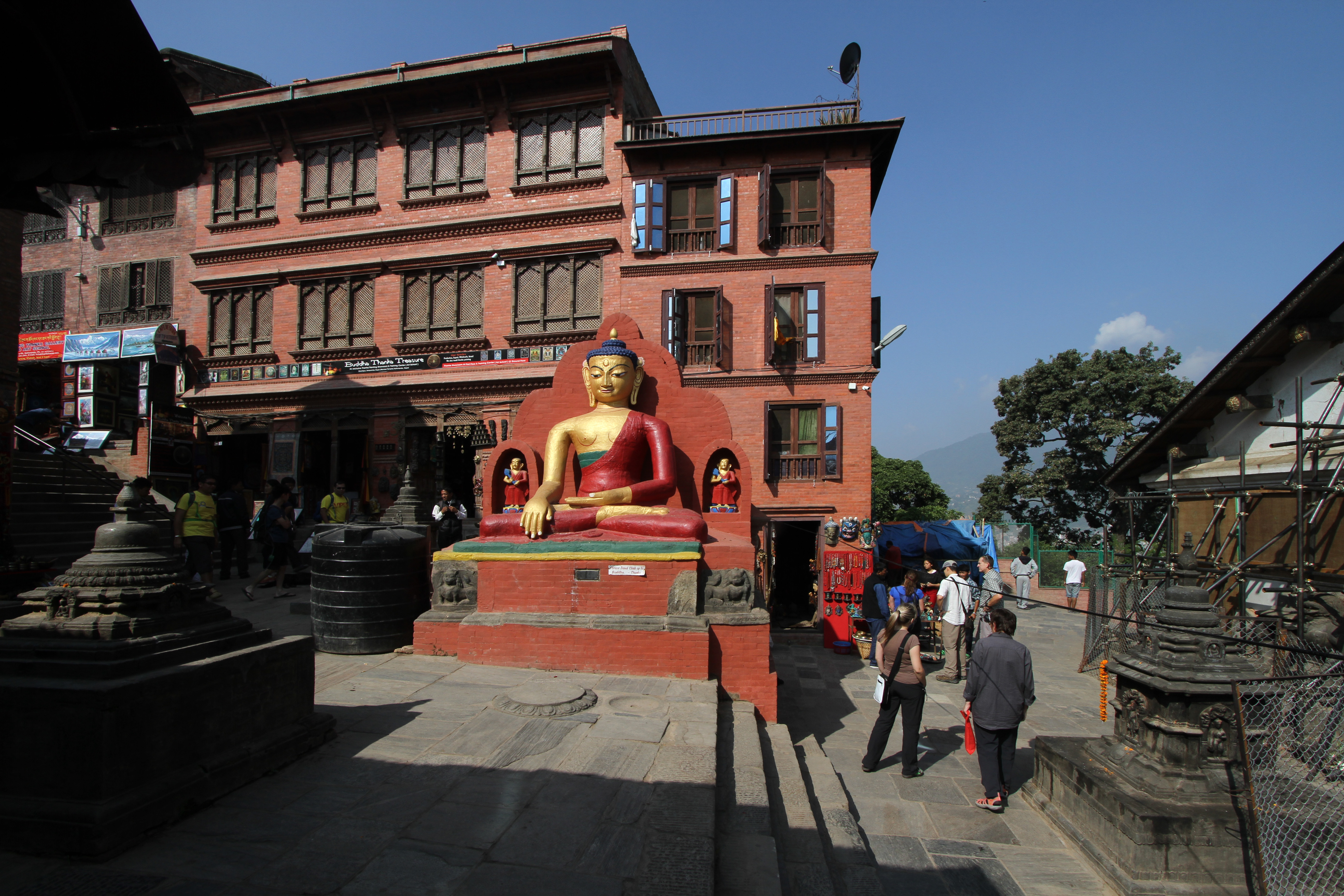
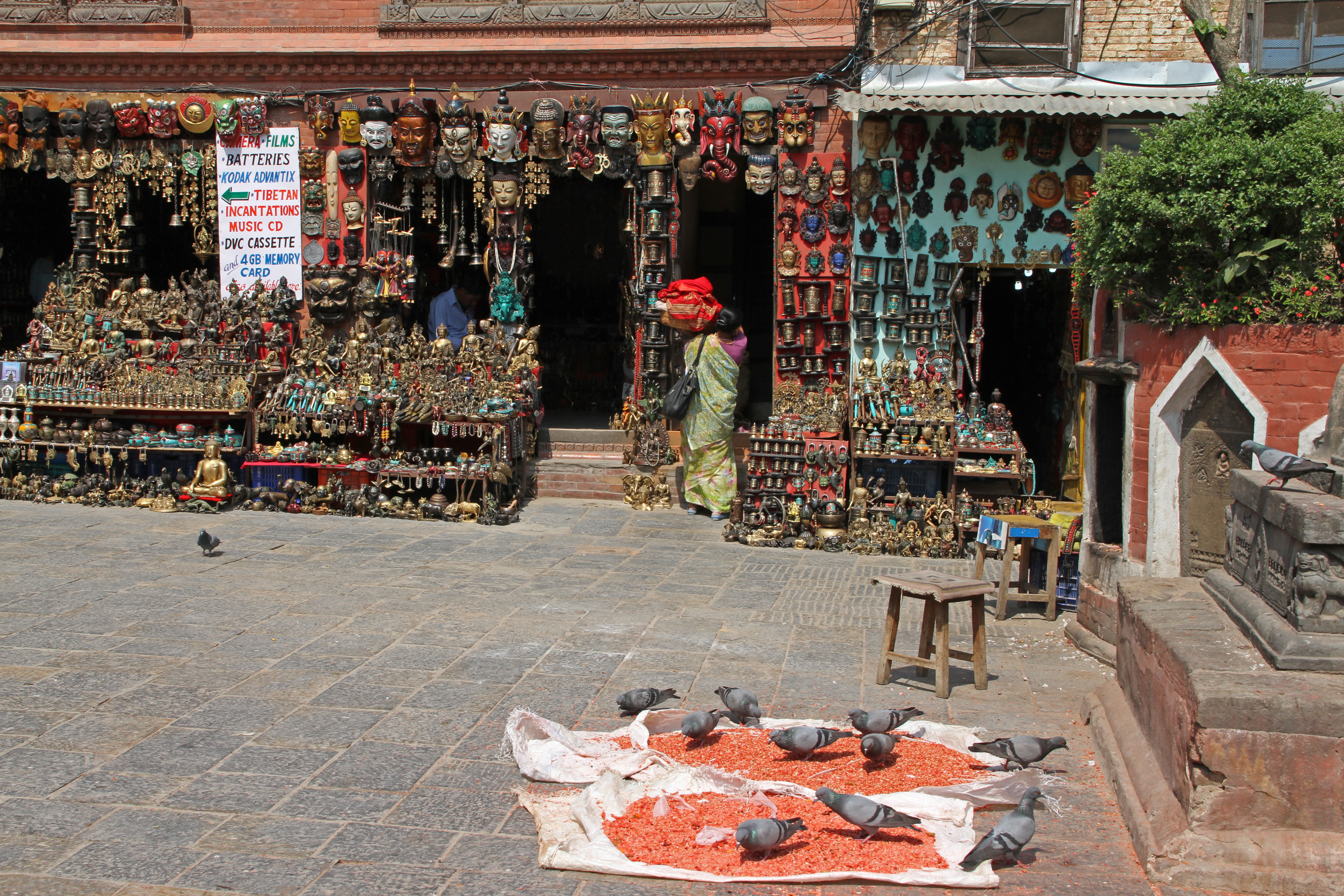